# Tempo de inatividade
O termo tempo de inatividade refere-se aos períodos em que um sistema está fora de operação. A indisponibilidade é a proporção de tempo em que o sistema está indisponível ou offline. Isso pode ocorrer devido a falhas inesperadas no sistema ou por manutenção programada.
Os termos são comumente aplicados a redes e servidores. Os motivos comuns para interrupções não planejadas são falhas do sistema como uma falha de sistema) ou falhas de comunicação (comumente conhecidas como interrupção da rede).
O termo também é frequentemente utilizado em ambientes industriais para se referir a falhas em equipamentos de produção. Muitas instalações monitoram o tempo de inatividade durante um turno de trabalho ou ao longo de períodos de 12 ou 24 horas. Além disso, é comum classificar cada evento de inatividade de acordo com sua origem, como operacional, elétrica ou mecânica.
O oposto do tempo de inatividade é o tempo de atividade.

## Características
O tempo de inatividade não planejado pode ser o resultado de um mau funcionamento do equipamento, etc.

## Impacto
As interrupções causadas por falhas no sistema podem afetar significativamente os usuários de sistemas informáticos ou de rede, especialmente em indústrias que dependem de serviços quase ininterruptos.
- Informática médica
- Energia nuclear e outras infraestruturas
- Bancos e outras instituições financeiras
- Aeronáutica, companhias aéreas
- Reportagem de notícias
- Comércio eletrônico e processamento de transações on-line
- Jogos online persistentes

Também podem ser afetados os utilizadores de um ISP e outros clientes de uma rede de telecomunicações.
As empresas podem perder negócios e deixar de cumprir contratos devido a interrupções na rede, o que pode acarretar perdas financeiras. Segundo o relatório de gerenciamento de dados em nuvem da Veeam de 2019, as organizações enfrentam, em média, de 5 a 10 períodos de inatividade não planejados por ano, com um custo médio de US$ 102.450 por hora de inatividade.